# Paul Kpaka
Paul Kpaka   (Kenema, 7 d'agost de 1981) és un exfutbolista de Sierra Leone de la dècada de 2000.
Fou internacional amb la selecció de futbol de Sierra Leone.
Pel que fa a clubs, destacà a Germinal Beerschot, KRC Genk i Enosis Neon Paralimni.